# Fröken Näbblund
Fröken Näbblund (Miss Quackfaster) är en figur i Kalle Anka-serierna och jobbar som Joakim von Ankas sekreterare i pengabingen. Hon debuterade i serien Förtrollande beröring (The Midas Touch) från 1961, skapad av Carl Barks. Enligt Don Rosa så var det Joakims två systrar, Hortensia och Matilda von Anka, som anställde henne omkring 1908. Rosa har också gett henne förnamnet Emilia (Emily på engelska). Hon har även medverkat i TV-serien Duck Tales där hon dök upp några gånger, där kallas hon dock i det engelska originalet för Mrs. Featherby och i den svenska versionen för Fru Fjäderfä. I vissa engelska serieöversättningar har hon också kallats för Miss Typefast.